# 2023年四川乐山高位山体塌方事件
2023年四川乐山高位山体塌方事件，也称6·4四川乐山金口河高位山体塌方事件，2023年6月4日上午6点，四川省乐山市金口河区永胜乡鹿儿坪国有林场发生山体垮塌，垮塌体砸中半山腰的矿区，矿区的26名矿工中有7人安全逃离，其余19名矿工被埋。6月4日晚20时，搜救工作结束，19人遇难，5人受伤。

## 各方反应
2023年6月4日晚，乐山拓达矿业有限公司法定代表人吴呈生称，公司正在筹集资金，积极处理善后事宜。本次塌方事件的矿区属于该公司。